# Wilfred Bungei
Wilfred Kipkemboi Bungei (ur. 24 lipca 1980 w Kabirisang w prowincji Rift Valley) – kenijski biegacz średniodystansowy, mistrz olimpijski z Pekinu i wicemistrz świata z Edmonton.
Halowy mistrz świata z 2006 w biegu na 800 metrów. Pokonał tam m.in. Mbulaeniego Mulaudziego i Jurija Borzakowskiego.
W 2001 wywalczył srebrny medal na Mistrzostwach Świata w Lekkoatletyce w Edmonton także w biegu na 800 m. Przegrał tylko z André Bucherem. Zaledwie o 8 setnych sekundy wyprzedził trzeciego na mecie Pawła Czapiewskiego.
Bungei pochodzi z Kabirisangu koło Kapsabet. Z wioski tej pochodzą również: Wilson Kipketer i Janeth Jepkosgei.

## Sukcesy
| Rok  | Rodzaj zawodów                                   | Miasto     | Miejsce | Czas    |
| ---- | ------------------------------------------------ | ---------- | ------- | ------- |
| 1998 | Mistrzostwa Świata Juniorów w Lekkoatletyce 1998 | Annecy     | 2.      | 1:47,53 |
| 2001 | Igrzyska Dobrej Woli                             | Brisbane   | 3.      | 1:47,15 |
| 2001 | Mistrzostwa Świata w Lekkoatletyce 2001          | Edmonton   | 2.      | 1:44,45 |
| 2003 | Halowe Mistrzostwa Świata w Lekkoatletyce 2003   | Birmingham | 3.      | 1:46,54 |
| 2004 | Letnie Igrzyska Olimpijskie 2004                 | Ateny      | 5.      | 1:45,31 |
| 2007 | Mistrzostwa Świata w Lekkoatletyce 2005          | Helsinki   | 4.      | 1:44,98 |
| 2006 | Halowe Mistrzostwa Świata w Lekkoatletyce 2006   | Moskwa     | 1.      | 1:47,15 |
| 2007 | Mistrzostwa Świata w Lekkoatletyce 2007          | Osaka      | 5.      | 1:47,42 |
| 2008 | Letnie Igrzyska Olimpijskie 2008                 | Pekin      | 1.      | 1:44,65 |

## Rekordy życiowe
- bieg na 600 m – 1:14,94 (1999)
- bieg na 800 m – 1:42,34 (2002)
- bieg na 1000 m – 2:18,60 (2002)
- bieg na 600 m (hala) – 1:17,36 (2010)
- bieg na 800 m (hala) – 1:44,97 (2003)
- bieg na 1000 m (hala) – 2:19,60 (2002)